# Radibor

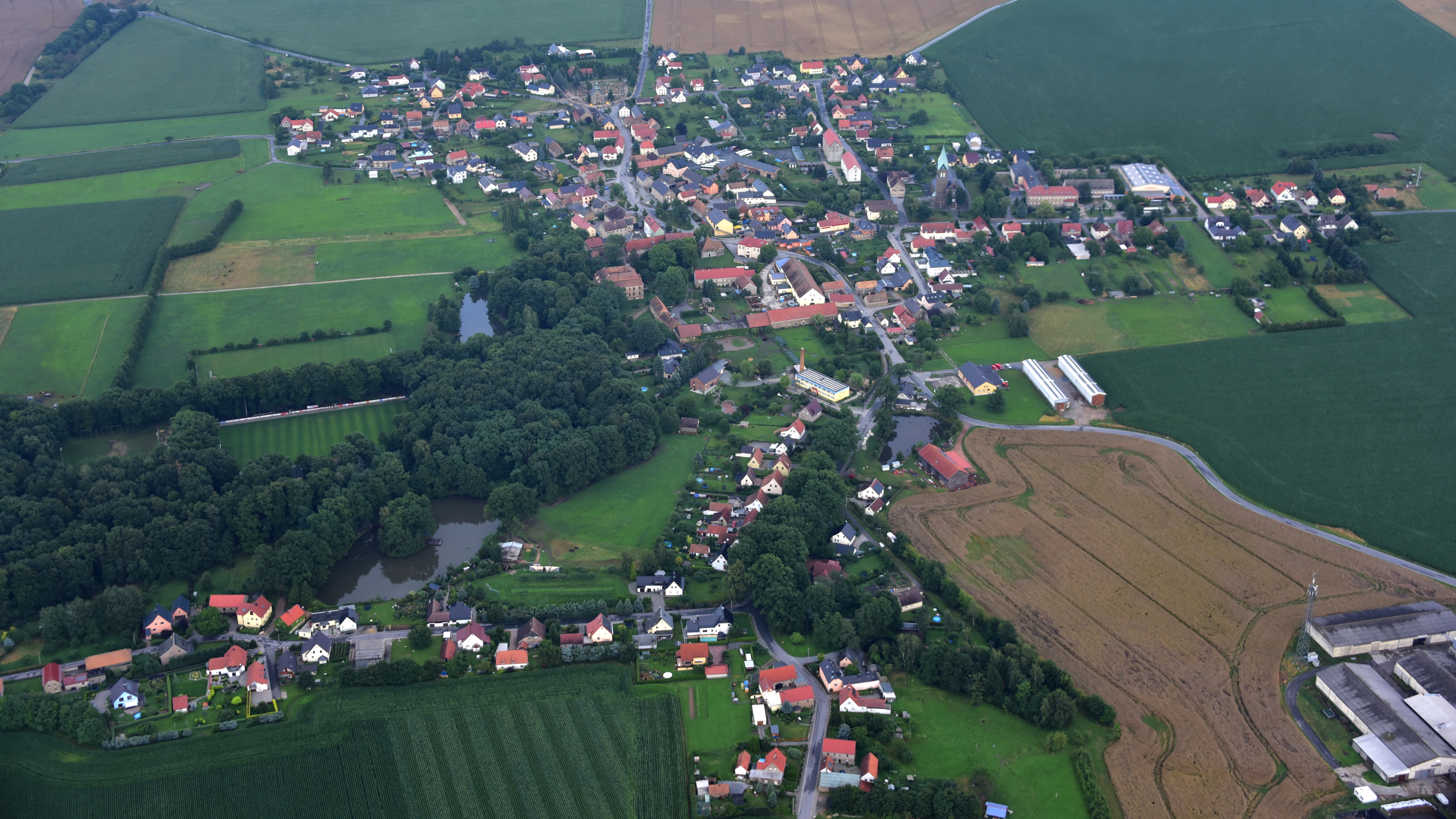
Radibor, Luftaufnahme (2017)

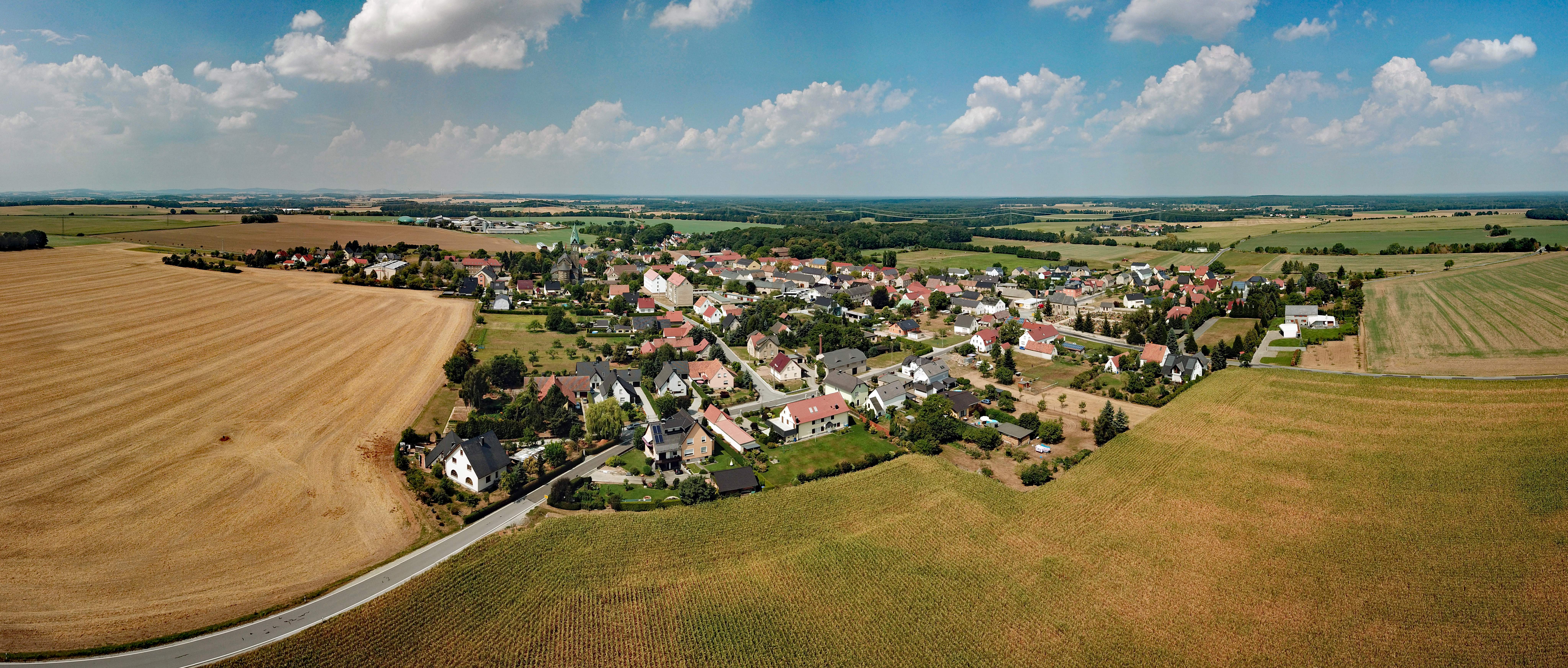
Luftbildpanorama

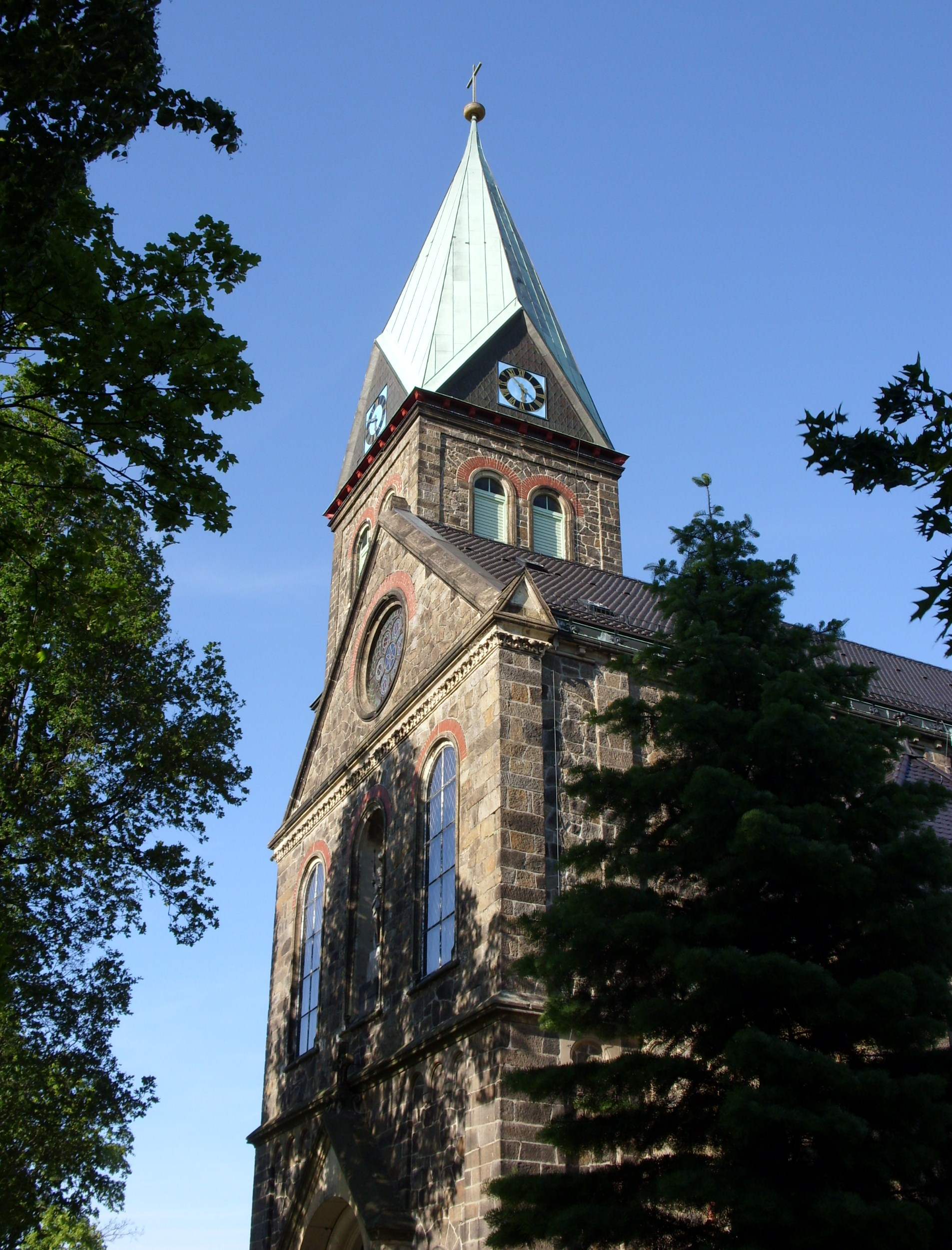
Die Pfarrkirche in Radibor

Radibor, obersorbisch Radworⓘ, ist ein Ort und die zugehörige Gemeinde im Landkreis Bautzen in der Oberlausitz, etwa 10 km nördlich von Bautzen. Der Ort selbst hat rund 700 Einwohner, die Gemeinde etwa 3200. Ein großer Teil der Bevölkerung – vor allem im Südteil der Gemeinde – spricht Sorbisch als Muttersprache; die Gemeinde zählt zum amtlichen sorbischen Siedlungsgebiet.

## Geschichte
Radibor wurde im Jahre 1359 erstmals urkundlich erwähnt. Jedoch bestand bereits um 1220 eine Pfarrgemeinde. Die Herkunft des Ortsnamens ist nicht abschließend geklärt, in jedem Fall stammt er aus dem Sorbischen. Ausgehend von der ältesten bekannten Erwähnung als Ratibor halten Etymologen heute eine Zusammensetzung aus rat (Krieg) und boriti se (sich streiten, kämpfen) für wahrscheinlich. Für Theorien, die von dem Namen eines Helden, der „gerne kämpft“, ausgehen, finden sich in der restlichen Lausitz keine Parallelen.
Die Kirchgemeinde Radibor war die einzige in Sachsen unter weltlicher Feudalherrschaft, die nach der Reformation katholisch blieb. Der Übertritt zum Protestantismus wurde im 16. und 17. Jahrhundert mehrfach von den evangelischen Grundherren des Gutes angestrengt, scheiterte jedoch immer am massiven Widerstand der Bevölkerung.
1890 erhielt Radibor einen Bahnhof an der Bahnstrecke Bautzen–Königswartha, die später nach Hoyerswerda erweitert wurde. Ab 1906 war es über die Bahnstrecke Löbau–Radibor, dem ersten und einzigen fertiggestellten Abschnitt der Sächsischen Nordostbahn, auch mit Weißenberg und Löbau verbunden. Geplant war eine Erweiterung der Sächsischen Nordostbahn über Crostwitz nach Kamenz und weiter über Radeburg nach Riesa, die jedoch nie realisiert wurde. Der Personenverkehr in Richtung Löbau wurde 1972 eingestellt, jener zwischen Bautzen und Hoyerswerda 1999. Die beiden Strecken wurden 1998 bzw. 2001 stillgelegt und in der Folge abgebaut.
1895/96 wurde die neue Pfarrkirche Maria Rosenkranzkönigin (Cyrkej swj. Marije, kralowny swjateho róžowca) im südlichen Teil des Ortes zusätzlich zu den bereits bestehenden Gotteshäusern – Alte Pfarrkirche (13. Jh.) und Kreuzkirche (1397) – errichtet. Ihr markanter Turm ist von weither sichtbar.
Die Gemeinde Luppa ist zum 1. Januar 1994 eingegliedert und Luttowitz zum 1. Januar 1994 nach Radibor eingemeindet worden. Es folgten am 1. Oktober 1998 die drei Ortsteile Cölln, Großbrösern und Milkwitz der damaligen Gemeinde Kleinwelka. Milkel ist am 1. Januar 1999 eingegliedert worden.
2011 wurde der aus Radibor stammende Märtyrerpriester Alois Andritzki von Papst Benedikt XVI. seliggesprochen.

## Bevölkerung: Sprache und Konfession
Für seine Statistik über die sorbische Bevölkerung in der Oberlausitz ermittelte Arnošt Muka in den achtziger Jahren des 19. Jahrhunderts eine Bevölkerungszahl von 571 Einwohnern; davon waren 548 Sorben (96 %) und 23 Deutsche. Ernst Tschernik zählte in der Gemeinde Radibor 1956 noch einen sorbischsprachigen Anteil von 73,2 % der Bevölkerung.
Laut der Volkszählung von 2011 waren zu diesem Zeitpunkt von 3.299 Einwohnern 1.137 römisch-katholisch (34,4 %), 1.081 evangelisch (32,8 %) und 1.081 Einwohner gehörten einer anderen oder keiner Religionsgemeinschaft an (32,8 %).

## Geografie

### Gemeindegliederung
Die Gemeinde Radibor hat folgende Ortsteile:
| - Bornitz (sorb. Boranecy), 124 Ew. - Brohna (Bronjo), 82 Ew. - Camina (Kamjenej), 110 Ew. - Cölln (Chelno), 352 Ew. - Droben (Droby), 90 Ew. - Großbrösern (Přezdrěń), 30 Ew. - Grünbusch (Haj), 16 Ew. - Kleinbrösern (Přezdrěnk), 5 Ew. - Lippitsch (Lipič), 203 Ew. - Lomske (Łomsk), 195 Ew. - Luppa (Łupoj), 189 Ew. (Luppa ist Ortschaft) - Luppedubrau (Łupjanska Dubrawka), 65 Ew. | - Luttowitz (Lutobč), 161 Ew. - Merka (Měrkow), 119 Ew. - Milkel (Minakał), 328 Ew. - Milkwitz (Miłkecy), 90 Ew. - Neu-Bornitz (Nowe Boranecy), 48 Ew. - Neu-Brohna (Nowe Bronjo), 11 Ew. - Quoos (Chasow), 156 Ew. - Radibor (Radwor), 634 Ew. - Schwarzadler (Čorny Hodler), 29 Ew. - Strohschütz (Stróžišćo), 5 Ew. - Teicha (Hat), 61 Ew. - Wessel (Wjesel), 77 Ew. |

### Nachbargemeinden
| Königswartha | Lohsa                                       | Boxberg/Oberlausitz (Landkreis Görlitz) |
| Neschwitz    | Kompassrose, die auf Nachbargemeinden zeigt | Großdubrau                              |
| Göda         | Bautzen                                     |                                         |

## Politik
- FW: 3
- SWV/SWZ: 2
- HFM: 5
- CDU: 6

### Gemeinderat
Der Gemeinderat von Radibor besteht momentan aus 16 Mitgliedern. Die Gemeinderatswahl am 9. Juni 2024 ergab folgende Stimm- bzw. Sitzverteilung:
| Parteien und Wählergemeinschaften                 | 2024   | 2024   | 2019   | 2019   | 2014   | 2014   | 2009   | 2009   |
| Parteien und Wählergemeinschaften                 | %      | Sitze  | %      | Sitze  | %      | Sitze  | %      | Sitze  |
| ------------------------------------------------- | ------ | ------ | ------ | ------ | ------ | ------ | ------ | ------ |
| Christlich Demokratische Union Deutschlands (CDU) | 35,0   | 6      | 27,9   | 5      | 45,9   | 8      | 57,5   | 10     |
| Wählervereinigung Heimatfreunde Milkel (HFM)      | 33,2   | 5      | 23,9   | 4      | 22,0   | 4      | 22,5   | 3      |
| Freie Wähler                                      | 20,6   | 3      | 31,5   | 5      | 15,8   | 2      | —      | —      |
| Sorbische Wählervereinigung                       | 11,2   | 2      | 13,6   | 2      | 13,2   | 2      | 20,0   | 3      |
| Linke                                             | –      | –      | 3,2    | –      | –      | –      | –      | –      |
| SPD                                               | –      | –      | –      | –      | 3,1    | –      | –      | –      |
| gesamt                                            | 100,0  | 16     | 100,0  | 16     | 100,0  | 16     | 100,0  | 16     |
| Wahlbeteiligung                                   | 75,3 % | 75,3 % | 72,3 % | 72,3 % | 59,5 % | 59,5 % | 53,5 % | 53,5 % |

Im Zusammenhang mit der Sächsischen Kreisreform strebte die Gemeindeverwaltung 2008 eine Fusion mit der Nachbargemeinde Großdubrau an. Am 2. März 2008 wurde aus diesem Grund ein Bürgerentscheid zur Gemeindefusion durchgeführt. Dabei stimmte in Radibor eine knappe Mehrheit für den Schritt, während sich eine deutliche Mehrheit der Großdubrauer Wähler gegen den Zusammenschluss entschied.

### Bürgermeister
Bürgermeisterin von Radibor ist Madeleine Rentsch. Sie wurde am 9. Februar 2020 mit 55,6 Prozent der Stimmen zur Nachfolgerin von Vinzenz Baberschke gewählt, der die Gemeinde seit 1992 geleitet hatte. Die Wahlbeteiligung lag bei 74,7 Prozent.
| Wahl | Bürgermeister             | Vorschlag | Wahlergebnis (in %) |
| ---- | ------------------------- | --------- | ------------------- |
| 2020 | Madeleine Rentsch         | HFM       | 55,6                |
| 2013 | Vinzenz Gregor Baberschke | CDU       | 78,3                |
| 2006 | Vinzenz Gregor Baberschke | CDU       | 98,0                |

## Bildung
Die Gemeinde Radibor verfügt über die sorbische Grund- und Oberschule „Dr. Marja Grólmusec“. Die Oberschule sollte nach den Plänen des sächsischen Kultusministeriums aufgrund sinkender Schülerzahlen geschlossen werden. Die Gemeinde konnte sich jedoch vor dem Oberverwaltungsgericht gegen diese Entscheidung durchsetzen. Die Oberschule ist eine von vier verbliebenen sorbischen Oberschulen in Sachsen.

## Persönlichkeiten
- Jakub Lorenc-Zalěski (1874–1939), Schriftsteller und antifaschistischer Publizist; geboren in Radibor
- Józef Nowak (1895–1978), Pfarrer, Dichter und Journalist; 1931–1968 Pfarrer in Radibor
- Maria Grollmuß (Marja Grólmusec; 1896–1944), katholische und sozialistische Widerstandskämpferin
- Jurij Winar (1909–1991), Komponist und Musikpädagoge; geboren in Radibor
- Alois Andritzki (Alojs Andricki; 1914–1943), katholischer Priester und Märtyrer; geboren in Radibor
- Cyril Kola (* 1927), Dramaturg, Novellist, literarischer Kritiker und Übersetzer; geboren in Radibor

## Sehenswürdigkeiten und Gedenkstätten
Die Kulturdenkmale sind in der Liste der Kulturdenkmale in Radibor aufgeführt.

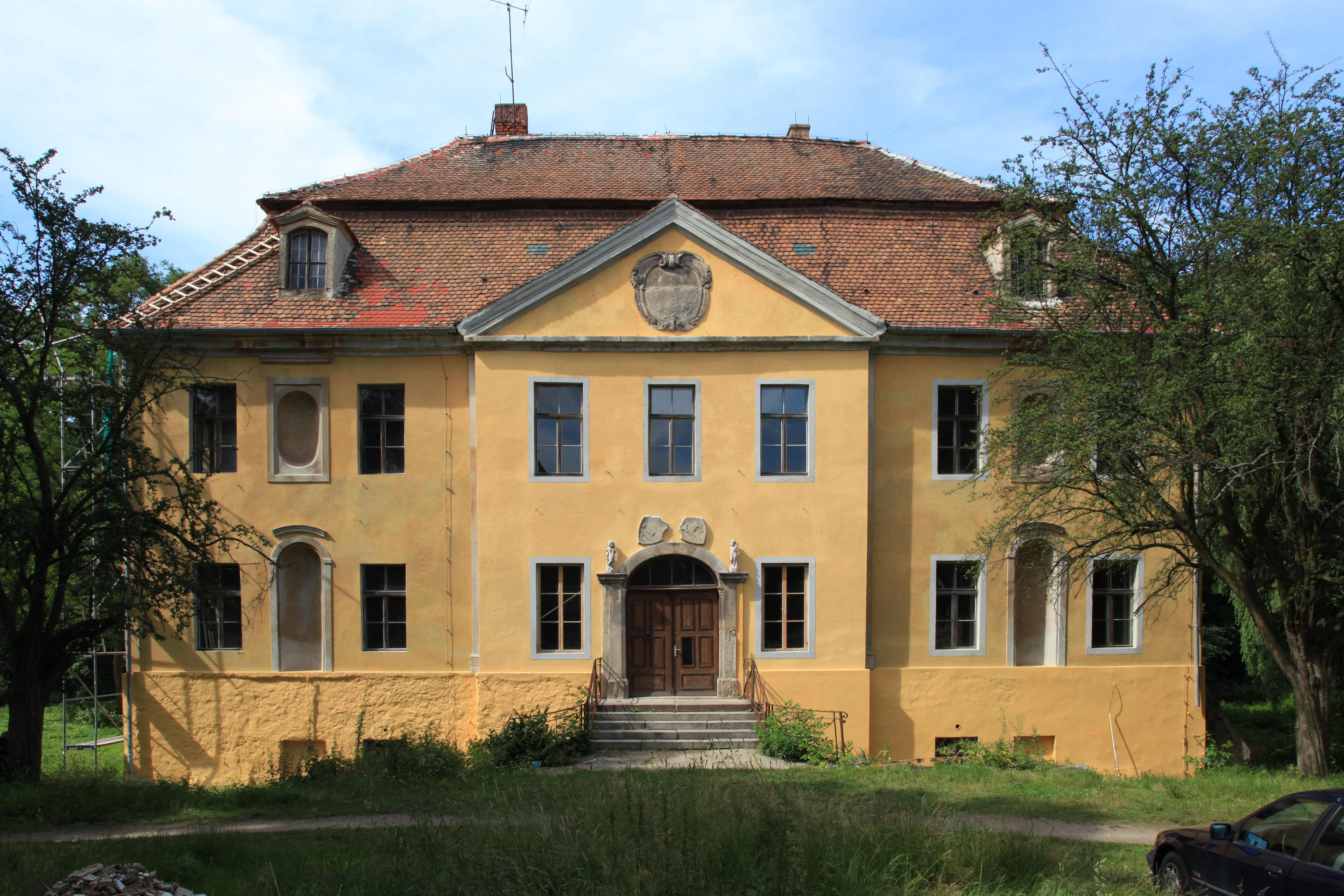
Schloss Radibor

- Schloss Radibor: 1397 im Besitz des Sigismund Behr, Bürger von Budissin, erstmals erwähnt. Es folgten die von Bolberitz, von Plaunitz, 1589 Christoph von Haugwitz, 1605 Christoph von Minckwitz, 1685 Johannes Julius von Burkersroda, 1707 Friedrich Wilhelm von Schack (der das heutige Barockschloss 1719 erbauen ließ), 1765 General Joseph Baron von Ried, 1783 Maria Johanna Nepomucena Gräfin von Bolza, ab 1787 verehelichte Gräfin von Gondrecourt, 1805 Carl Friedrich Wilhelm von Bose (1760–1818) (der Vater von Curt von Bose), 1819 Regierungsrat Johann Georg Geißler, 1842 von Swoboda, 1843 von Voss, von 1854 bis 1924 Grafen von Einsiedel,[13] zul. Lt. Clemens Graf Einsiedel, dann s. Tochter Helene Gräfin Einsiedel verh. Sahrer von Sahr; Gutsgröße 1925 etwa 240 ha;[14] f. w. d. Tochter Johanna Freifrau von Welck, geb. Sahrer von Sahr, u. i. Ehemann Alfred Freiherr von Welck, u. a. Dechant des Hochstiftes zu Meißen u. Autor[15] zu Radibor, bis 1945[16]; 2021 kaufte die Familie Alves Heilbronner das Herrenhaus und hat eine umfassende, denkmalgerechte Sanierung nach 90 Jahren des Verfalls begonnen.
- Eine 1984 von dem Künstler Werner Juza angefertigte Kupfertafel an der Gemeindeverwaltung erinnert an den katholischen Priester und Widerstandskämpfer Alojs Andricki, der 1943 im KZ Dachau ermordet wurde.
- Eine Porträt-Büste von Rudolf Enderlein vor der Schule[17] erinnert an die katholische und sozialistische Widerstandskämpferin Maria Grollmuß, die 1944 im KZ Ravensbrück ums Leben kam. Ihre Grabstätte auf dem Ortsfriedhof trägt eine 1948 von dem sächsischen Ministerpräsidenten Max Seydewitz eingeweihte Gedenktafel.

### Naturschutz
- Siehe auch: Liste der Naturdenkmale in Radibor